# Avions Fairey Belfair
El Avions Fairey Belfair, también conocido como Tipsy Belfair en honor a su diseñador, Ernest Oscar Tips, fue un avión ligero biplaza construido en Bélgica después de la Segunda Guerra Mundial.

## Diseño y desarrollo
El Belfair se basaba en el Tipsy B, construido antes de la guerra, pero contaba con una cabina completamente cerrada. Era un monoplano cantilever de ala baja, de configuración convencional, con líneas excepcionalmente limpias. Estaba equipado con un tren de aterrizaje de rueda de cola con ruedas principales carenadas.
El avión ofrecía un rendimiento espléndido, rompiendo dos veces el récord mundial de distancia para aviones de su clase (clase 1A de la FAI, menos de 500 kg). El primero de estos vuelos lo realizó Albert van Cothem el 21 de agosto de 1950 y cubrió 945 km. El segundo, realizado por P. Anderson el 3 de agosto de 1955, casi triplicó esta cifra a 2635 km. Ambos récords se establecieron en la misma aeronave, número de construcción 533, matrícula OO-TIC.
Desafortunadamente, el Belfair fue víctima de la sobreabundancia de aviones ligeros en el mercado tras la Segunda Guerra Mundial. Su precio era de 200 000 francos belgas, mientras que los Piper Cub excedentes de guerra y aviones similares se vendían por unos 30 000 francos belgas. En consecuencia, aunque seis fuselajes posteriores al prototipo estaban en construcción, sólo tres se habían completado cuando Tips decidió que la aeronave simplemente no era comercialmente viable y vendió los fuselajes restantes "tal cual". Fueron adquiridos por D. Heaton, de Speeton, Yorkshire, y completados en el Reino Unido, junto con otro avión convertido desde un Tipsy Trainer de preguerra al mismo estándar. Uno de estos aviones (c/n 535, G-APIE, ex OO-TIE) seguía volando en 2015, mientras que otro (c/n 536, G-APOD) estaba en restauración en 2001.

## Especificaciones
Referencia datos: Jane's All The World's Aircraft 1951–52

### Características generales
- Tripulación: Dos
- Longitud: 6,6 m (21,7 ft)
- Envergadura: 9,5 m (31,2 ft)
- Altura: 1,7 m (5,7 ft)
- Superficie alar: 12 m² (129,2 ft²)
- Peso vacío: 245 kg (540 lb)
- Peso cargado: 500 kg (1102 lb)
- Planta motriz: 1× motor lineal de 4 cilindros invertido refrigerado por aire Walter Mikron II.
  - Potencia: 46 kW (63 HP; 63 CV)
- Hélices: Bipala de paso fijo
- Capacidad de combustible: 60 L

### Rendimiento
- Velocidad máxima operativa (Vno): 177 km/h (110 MPH; 96 kt)
- Velocidad crucero (Vc): 160 km/h (99 MPH; 86 kt)
- Velocidad de entrada en pérdida (Vs): 60 km/h (37 MPH; 32 kt)
- Alcance: 750 km (405 nmi; 466 mi)
- Techo de vuelo: 6000 m (19 685 ft)
- Régimen de ascenso: 2,5 m/s (492 ft/min)

## Aeronaves relacionadas

### Desarrollos relacionados
- Tipsy B